# La vergine indiana
La vergine indiana (María Candelaria (Xochimilco)) è un film del 1944 diretto da Emilio Fernández. Vinse il Grand Prix du Festival International du Film come miglior film al Festival di Cannes 1946.

## Trama
La giovane Maria è mal vista dall'intero villaggio essendo figlia di una prostituta. Solo il giovane Lorenzo la ama sinceramente e desidera sposarla, pur non avendone i mezzi. La sua bellezza attira l'interesse  di un signorotto locale che farebbe di tutto per averla ma anche quello di un pittore che sta completando un suo quadro. La ragazza accetta di posare per lui che la ripaga con un giusto compenso. 
Quando il quadro viene completato scoppia lo scandalo: si tratta di un nudo di donna. Sebbene la ragazza abbia posato solo per il volto, la rabbia e lo sdegno dei paesani cresce fino alla tragica conseguenza: la ragazza viene infatti lapidata proprio sotto la cella dove era stato rinchiuso il suo amato.

## Riconoscimenti
- 1946 - Festival di Cannes
  - Grand Prix du Festival